# John Canton
John Canton (ur. 31 lipca 1718 w Stroud, zm. 22 marca 1772 w Londynie) – angielski fizyk i nauczyciel, znany jako wynalazca sztucznych magnesów oraz badań nad ściśliwością cieczy. Dwukrotny laureat Medalu Copleya (1751 i 1764).

## Życiorys
Canton urodził się 31 lipca 1718 w Stroud w hrabstwie Gloucestershire, w rodzinie dysydentów, jako syn tkacza Johna Cantona (ur. 1687) oraz Esther (z domu Davis). W szkole wyróżniał się szczególnie w matematyce, jednak gdy miał około 9 lat, jego ojciec uznał, iż jego syn otrzymał wystarczające wykształcenie, aby zostać tkaczem. John Canton jako dziecko zakończył więc swoją podstawową edukację i został terminatorem tkacza sukna. Niemniej jednak wolny czas poświęcał na samodzielne studiowanie matematyki. Jednym z efektów jego zainteresowań było wykonanie niezbędnych kalkulacji i wyrycie na kamieniu przed domem swego ojca zegara słonecznego, który oprócz pory dnia pokazywał również inne astronomiczne informacje, jak czas wschodu o położenia słońca w ekliptyce. Wykonując obliczenia na potrzeby tego zegara stał się pierwszą znaną osobą, która określiła szerokość geograficzną Stroud. Tarcza zwróciła uwagę okolicznej szlachty, która chcąc zachęcić Johna do dalszych badań udostępniła mu swoje zbiory biblioteczne. W 1737 roku, pod patronatem dr Henry’ego Milesa, rozpoczął swoją pięcioletnią aplikację nauczycielską u Samuela Watkinsa, mistrza Akademii w Spital Square w Londynie, z którym pod koniec tego okresu wszedł w spółkę.
25 grudnia 1744 r., poślubił Penelope Colebrooke (wchodząc w rodzinę bogatych bankierów). W następnym roku, w wieku 27 lat został mistrzem Akademii w Spital Square, a stanowisko to zachował do końca życia.
Zmarł w Londynie na puchlinę wodną w wieku 53 lat.

## Osiągnięcia naukowe
Canton krótko po przybyciu do Londynu, dzięki Milesowi, który był członkiem Towarzystwa Królewskiego i obracał się w środowiskach naukowych, poznał osoby o podobnych zainteresowaniach i umiejętnościach, a wkrótce zaczął poświęcać swój wolny czas na badania i eksperymenty naukowe. Pod koniec lat 40. XVIII wieku, Canton miał renomę profesjonalnego badacza, zostając w 1749 r. wybranym na członka Towarzystwa Królewskiego w Londynie, a sponsorami jego badań byli m.in. James Bradley, Benjamin Robins, czy Gowin Knight. W tym czasie Canton odkrył metodę wytwarzania silnych magnesów, jednak najprawdopodobniej nie chcąc szkodzić interesom Gowina Knighta, nie upubliczniał jej, prezentując ją jedynie swym przyjaciołom. Jednak za ich namową, w 1751 r., zademonstrował swoje metody magnesowania przed Towarzystwem Królewskim, a które następnie zostały opublikowane w Philosophical Transactions. Demonstracja ta przyniosła Cantonowi pierwszy Medal Copleya.
Największą sławę przyniosły Cantonowi prace nad elektrostatyką. W 1753 i 1754 roku opublikował w Philosophical Transactions dwa artykuły przedstawiające wyniki jego badań nad indukcją elektrostatyczną. Wynalazł elektroskop rdzeniowo-kulkowy (ang. pith-ball electroscope). Znaczącym odkryciem było również rozpoznanie przez Cantona, że znak naelektryzowania poprzez tarcie przedmiotu zależy od stanu powierzchni, a nie tylko od rodzaju materiału, z którego został wykonany – podając jako przykład dodanie naładowanie pręta szkła gładkiego, podczas gdy szkło chropowate staje się naładowane ujemnie.
John Canton miał też niemały wkład w badania nad energią elektryczną atmosfery ziemskiej. Jako pierwszy Brytyjczyk przeprowadził z powodzeniem eksperyment Benjamina Franklina, potwierdzający elektryczną naturę burz, dnia 20 lipca 1752 r., z wykorzystaniem opracowanych przez siebie aparatury badawczej. Canton badając elektryfikację chmur, odkrył, iż chmury czasami są naładowane dodatnio, a czasami ujemnie, potwierdzając niezależne, to samo odkrycie dokonane nieco wcześniej przez Franklina w Filadelfii.
W 1764 roku, Canton został uhonorowany po raz drugi Medalem Copleya, za przeprowadzenie i opis eksperymentu dowodzącego ściśliwości wody. Eksperyment ten wykorzystał również do badania ściśliwości innych cieczy, jak np. wina, oliwy z oliwek, rtęci, czy wody morskiej, stwierdzając, że ściśliwość maleje wraz ze wzrostem gęstości.
Innymi obszarami badań Cantona były badania nad właściwościami elektrycznymi turmaliny; odkrył przewodnictwo elektryczne stopionego szkła, prowadził dzienne rejestry zmian pola magnetycznego Ziemi i jego zaburzeń w czasie zorzy polarnej; uzyskał fosfor z kalcynowanych muszli ostryg i siarki, znany dziś jako fosfor Cantona; wykazał również, że fosforescencja wody morskiej była wynikiem rozkładu materii organicznej, udzielając tym samym odpowiedzi na pytanie będące przedmiotem sporu od czasów starożytnych.